# Baselios Cleemis
Baselios Cleemis (Malayalam: മാർ ബസേലിയോസ്‌ ക്ലീമിസ്) (Mukkoor, 15 juni 1959) is een Indiaas geestelijke, grootaartsbisschop-katholikos van de Syro-Malankara-Katholieke Kerk en kardinaal van de Katholieke Kerk.
Isaac Thottunkal werd geboren als zoon van Mathew en Annamma Thottunkal in Mukkoor (Kerala, India). Na zijn basisopleiding vervolgde hij in 1976 zijn studie aan het klein-seminarie van het bisdom Tiruvalla, en daarna aan het pauselijk seminarie in Aluva. Hij werd op 11 juni 1986 tot priester gewijd.
Nadat hij in 1988 zijn master theologie had behaald, was hij werkzaam als rector van het Sint Thomas klein-seminarie en als parochiepriester van de Sint Thomas kathedraal, beide in Sultan Bathery. Hij ging naar Rome voor zijn promotie-onderzoek, dat hij in 1997 voltooide aan de pauselijke universiteit Sint Thomas van Aquino.
Op 18 juni 2001 werd Thottunkal benoemd tot hulpbisschop van Trivandrum en titulair bisschop van Chaialum. Zijn bisschopswijding vond plaats op 15 augustus 2001. Thottunkal nam vervolgens de naam Isaac Mar Cleemis aan. Op 11 mei 2003 werd hij benoemd tot bisschop van Tiruvalla. Toen dit bisdom tot aartsbisdom werd verheven, werd hij op 15 mei 2006 de eerste aartsbisschop.
Cleemis werd op 8 februari 2007 gekozen tot grootaartsbisschop-katholikos van Trivandrum en leider van de Syro-Malankara-Katholieke Kerk, als opvolger van Cyril Baselios die op 18 januari 2007 was overleden. Mar Cleemis nam daarop de naam Baselios Cleemis aan. Zijn benoeming werd twee dagen later bevestigd door paus Benedictus XVI. Hij werd tevens voorzitter van de synode van de Syro-Malankara-Katholieke Kerk.
In 2008 werd Baselios Cleemis vicevoorzitter van de katholieke bisschoppenconferentie van India. In 2014 volgde hij Oswald Gracias op als voorzitter van dit orgaan.
Cleemis werd tijdens het consistorie van 24 november 2012 kardinaal gecreëerd, met de rang van kardinaal-priester. Zijn titelkerk werd de San Gregorio VII. Hij nam deel aan het conclaaf van 2013, dat leidde tot de verkiezing van paus Franciscus.
- International Standard Name Identifier: 0000 0000 5309 403X
- Library of Congress Control Number: nr2004006953
- Virtual International Authority File: 39325013
- WorldCat: E39PBJwCYvHMjK7Hhb8TddtFrq